# 铜蓝鹟
铜蓝鶲（学名：Eumyias thalassinus）为鶲科銅藍鶲屬的鸟类，分布於亞洲南部至東南部，以其青藍羽色而得名。该物种的模式产地在印度。

## 特征
铜蓝鹟因其独特的硫酸铜蓝色而得名。体长13-16厘米，体重13-23克。雄鸟通体为鲜亮的铜蓝色，额、头侧、喉和胸部尤其鲜亮；额基、颏和眼先形成一体的黑色区域，翼和尾的表面亦为鲜亮的铜蓝色，羽片被覆盖的内侧为暗褐色，尾下覆羽具白色端斑；虹膜褐色，喙和脚黑色。雌鸟似雄鸟，但体色偏暗淡，下体泛灰蓝色，眼先和额杂有灰白色。幼鸟为灰色，带有褐色斑点。其独特的色彩并非来自色素，而是一种结构色：其羽毛散射光线的方式使其呈现出蓝色的外观。 

## 习性
铜蓝鹟常单独或成对活动。不同于其他大多数鹟科鸟类，铜蓝鹟多在高大乔木冠层，也到林下灌木和小树上活动，但很少下到地上。常常停在电线或裸露的树梢上。频繁地飞到空中捕食飞行性昆虫，也在枝叶间觅食。主要以鳞翅目、鞘翅目、直翅目等昆虫和昆虫幼虫为食，也吃部分植物果实和种子。

## 亚种
- 铜蓝鶲指名亚种（学名：Muscicapa thalassina thalassina）。夏季在喜马拉雅山区、泰国北部以及中国大陆繁殖，冬季迁徙至东南亚及南亚。在中国大陆，分布于陕西、四川、西藏、云南、广西、贵州、湖北、湖南、广东、福建等地。该物种的模式产地在印度。[6]

- Muscicapa thalassina thalassoides。分布于中南半岛、马来半岛以及婆罗洲，为当地的留鸟。[7]